# Чанго (етническа група)
Вижте пояснителната страница за други значения на Чанго.
Чанго (на унгарски: Csángók; на румънски: Ceangăi) са етническа група в Румъния, която се отнася към унгарското национално малцинство на територията ѝ.
Живее основно в планинските райони на Карпатите към Молдова и в Трансилвания. Наброяват по официалната статистика на Румъния 1370 души, но според някои представители на етническото малцинство реалният им брой стига до 250 хил. Чанго населяват 83 села основно по източните склонове на Карпатите към Молдова.
Принципно чанго са католици по вероизповедание. Говорят езика чангоши.

## История
Както и по-известните секеи, чангошите са етническа група с неясен произход. Исторически погледнато, чангошите са унгарска субкултурна група. Езикът им е смес между древноунгарски и румънски. Около 60 хил. чанго реално ползват родния си език в ежедневието за вербална комуникация. Официалните румънски власти отричат чангошите да са етническо малцинство и твърдят, че езикът им е румънски диалект, но в случая по-скоро става въпрос за старо румънизирано население на територията на днешна Румъния.